# Harry Beaumont
Harry Beaumont (ur. 10 lutego 1888 w Abilene, zm. 22 grudnia 1966 w Santa Monica) – amerykański aktor, reżyser filmowy i scenarzysta, nominowany w 1930 do Oscara za reżyserię filmu Melodia Broadwayu (1929).